# Театр чудес
«Театр чудес» (исп. El retablo de las maravillas) — интермедия испанского писателя Мигеля де Сервантеса, опубликованная в 1615 году в составе сборника «Восемь комедий и восемь интермедий, новых, ни разу не представленных на сцене». В ней автор использовал «бродячий» сюжет о мошенниках, которые дурачат других людей, якобы создавая нечто невидимое. У Сервантеса речь о кукольниках, которые якобы разыгрывают невидимый для глаз спектакль.
По словам исследовательницы О. Светлаковой, в этой интермедии Сервантес показал «эволюцию театра от карнавального плясового веселья без зрителей, внутри ритуала — до авторского волевого, индивидуального начала в драме». «Театр чудес» характеризуют как «пьесу-метафору».
На русский язык «Театр чудес» перевёл, как и остальные интермедии из сборника, Александр Островский.